# Julian von Schleinitz
Julian von Schleinitz, né le 19 septembre 1991 à Berchtesgaden, est un lugeur allemand.

## Biographie
Lors de sa carrière junior, il remporte six titres mondiaux dans sa catégorie, réalisant le doublé individuel / par équipes en 2009, 2010 et 2011.
Il fait ses débuts en Coupe du monde lors de la saison 2010-2011 à Winterberg, montant directement sur son premier podium en terminant troisième derrière Armin Zöggeler et David Möller. En 2014, il obtient son deuxième podium individuel à Oberhof.
Sa mère Ute Hankers a joué dans l'équipe allemande de volley-ball aux Jeux olympiques de 1984.

## Palmarès

### Coupe du monde
- Meilleur classement général : 25e en 2013.
- 2 podiums individuels : 2 deuxièmes places.